# Frédéric Tilmant
Frédéric Tilmant, né le 4 mai 1969 à Binche en Belgique est un footballeur et un homme politique belge socialiste. Il joue notamment à la RAA Louviéroise, au poste d'attaquant.

## Biographie
Frédéric Tilmant évolue en Belgique et en France.
Il dispute notamment 121 matchs en première division belge, inscrivant 31 buts, et 55 matchs en Division 2 française, marquant sept buts.
Le 30 avril 1997, il inscrit avec le club de Gueugnon, un doublé en deuxième division française, lors de la réception du Mans UC 72 (victoire 3-1).
Le 12 décembre 2000, il marque avec le club de la RAA Louviéroise, un doublé en première division belge, lors de la réception du Royal Antwerp FC, permettant à son équipe d'arracher le match nul (2-2). Par la suite, le 8 mars 2002, il marque un nouveau doublé avec cette équipe, lors de la réception du RSC Charleroi (victoire 2-1). Il marque un total de dix buts en championnat lors de la saison 2001-2002.
Le 2 août 2003, il joue la Supercoupe de Belgique face au FC Bruges. Son équipe s'incline aux tirs au but après avoir fait match nul (1-1) au Stade Jan-Breydel devant 3 268 spectateurs. Tilmant entre sur le terrain à la 80e minute de jeu, en remplacement de son coéquipier Serge Djamba-Shango.
Le 15 octobre 2003, il joue avec La Louvière son seul et unique match de Coupe d'Europe : il s'agit d'une rencontre disputée sur la pelouse du Benfica Lisbonne, à l'occasion du premier tour de la Coupe UEFA (défaite 1-0). Tilmant entre sur la pelouse à la 80e minute de jeu, en remplacement de son coéquipier Mickaël Murcy.
Après avoir raccroché les crampons, il officie brièvement comme entraîneur du club de La Louvière en 2006. Il dirige les joueurs Louviérois sur douze rencontres de championnat, mais sans arriver à remporter le moindre match.
En 2006, il se lance dans une carrière politique au sein du Parti socialiste. Il est élu conseiller communal à Binche et nommé depuis 2006 échevin de la commune. En 2018, il est nommé échevin du folklore, des traditions, de la jeunesse, de la petite enfance, des associations et des sports et loisirs. Il est par ailleurs membre de l'ASBL Carnaval de Binche et président de l'ASBL Espace Jeunes.

## Palmarès
- Supercoupe de Belgique :
  - Finaliste : 2003.